# Captured Live!
Captured Live! è il primo album live del sassofonista jazz Joshua Redman, registrato e pubblicato nel 1994.

## Tracce
1. The Deserving Man – 13:26
2. Blues On Sunday – 11:58
3. Sweet Sorrow – 10:14

## Formazione
- Joshua Redman – sassofono
- Brad Mehldau - piano
- Christian McBride – contrabbasso
- Brian Blade – batteria